# Фридерика фон Насау-Узинген
Каролина Фридерика фон Насау-Узинген (на немски: Karoline Friederike von Nassau-Usingen; * 30 август 1777, Узинген; † 28 август 1821, Хоххайм) е принцеса от Насау-Узинген и чрез женитба княгиня на Анхалт-Кьотен.

## Живот
Тя е дъщеря на княз Фридрих Август фон Насау-Узинген (1738 – 1816) и съпругата му принцеса Луиза фон Валдек-Пирмонт (1751 – 1816), дъщеря на княз Карл Август Фридрих фон Вакдек.
Фридерика се омъжва на 9 февруари 1792 г. във Франкфурт на Майн за княз Август Кристиан фон Анхалт-Кьотен (1769 – 1812). Бракът е бездетен. През 1803 г. те се развеждат.
Тя умира на 43 години на 28 август 1821 г. в Хоххайм ам Майн.